# Multinational Specialized Unit
L'unità specializzata multinazionale (Multinational Specialized Unit o MSU) è un'unità dell'Arma dei Carabinieri, con funzioni di peacekeeping, assistenza umanitaria, polizia civile e militare, in ambito multinazionale, impiegata in una missione militare italiana all'estero.
Queste unità sono a guida italiana, comandate da un Ufficiale superiore dell'Arma dei Carabinieri e costituite da militari italiani e di altre nazioni facenti parte della NATO. I Carabinieri facenti parte di MSU erano inizialmente provenienti dai reparti della 2ª Brigata mobile carabinieri ma negli anni successivi alla sua costituzione hanno partecipato alle missioni anche militari provenienti dall'organizzazione territoriale e della prima brigata mobile
.
L’MSU è stata impiegata in numerosi teatri operativi esteri, fra cui il Kosovo, la Bosnia Erzegovina, l’Albania e l’Iraq.

## Storia

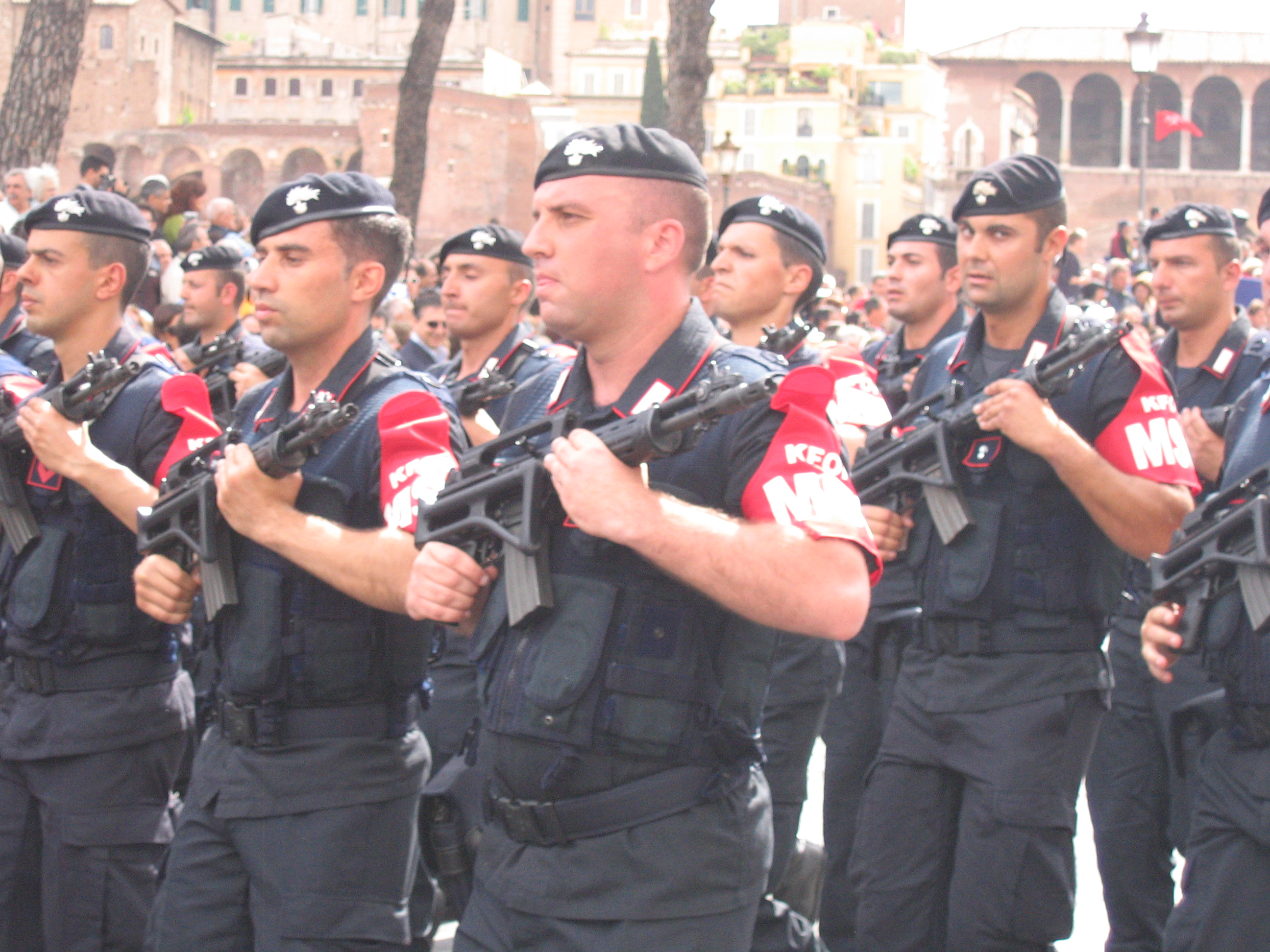
Carabinieri facenti parte della Multinational Specialized Unit di KFOR, in parata per la Festa della Repubblica del 2 Giugno 2007 a Roma.

Fra il 1997 ed il 2000, durante il mandato di SACEUR, il Generale Wesley Clark intuì la necessità di disporre di unità militari che potessero colmare il gap fra tradizionali assetti di combattimento e forze di polizia civili, da impiegare nelle missioni di stabilizzazione nei paesi in cui si era reso necessario l'intervento della NATO.
L'Arma dei Carabinieri rispose a questa necessità con l'istituzione della Multinational Specialized Unit nel 1998, come reparto interforze nel quale alle capacità strettamente militari erano affiancate quelle di forza di polizia militare e quelle addestrative per la polizia civile locale.
Il reparto, inquadrato all'interno della 2ª Brigata mobile, era inizialmente costituito, per l'Arma dei Carabinieri, da parte di militari del 7º Reggimento carabinieri "Trentino-Alto Adige" e del 13º Reggimento carabinieri "Friuli-Venezia Giulia". Negli anni successivi è stato costituito anche da militari della linea territoriale e della linea mobile, a seconda delle varie necessità che i reggimenti MSU si sono trovati a fronteggiare.
La MSU è stata sperimentata con successo nel 1998 in Bosnia e successivamente impiegata nel 1999 in Kosovo ed in Albania e infine dal 2003 in Iraq.

### Bosnia ed Erzegovina
Il primo impiego è nella missione NATO-IFOR (poi divenuta SFOR), in Bosnia ed Erzegovina, durante il conflitto nei Balcani. La Multinational Specialized Unit, era composta da militari italiani dell'Arma dei Carabinieri, alla quale era affidata anche la guida dell'unità, e da oltre 600 militari provenienti dalle gendarmerie di Austria, Ungheria, Romania e Slovenia. Durante il conflitto fu spesso impiegata direttamente in operazioni di ordine pubblico, in alcuni casi anche subendo feriti fra i suoi membri.

### Albania
In seguito alle tensioni nell’area balcanica con la dura repressione nei territori del Kosovo e del Montenegro, nel 1999 viene inviato un contingente italiano in Albania per supportare la nazione nella gestione dei rifugiati. Viene costituita su mandato ONU l'Operazione Allied Harbour, a guida della NATO. Il contingente venne chiamato AFOR. All’interno del contingente italiano vi era un reparto MSU.

### Iraq

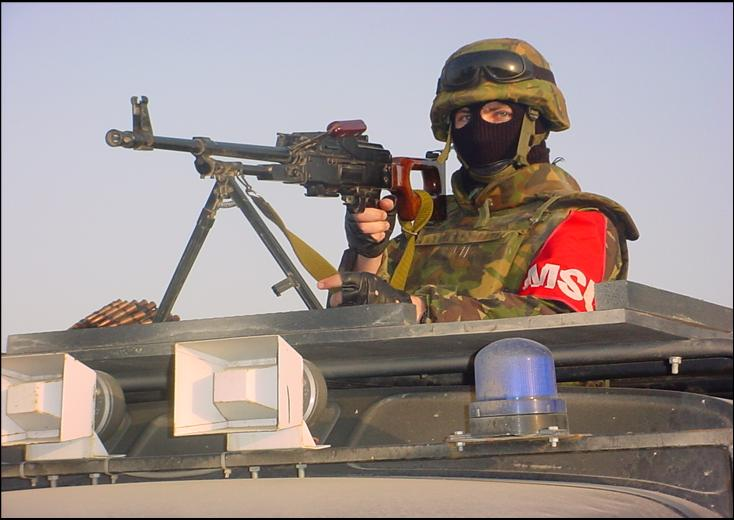
Membro della Polizia Militare Rumena, nelle MSU, in Iraq (2003).

Un Reggimento MSU dal 2003 ha preso parte all'operazione Antica Babilonia. MSU era composta, oltre che da carabinieri, da ufficiali di collegamento dell'Esercito Italiano, membri della Polizia Militare Rumena e della Guardia Nazionale Portoghese.
Durante la missione vi furono numerosi attentati al contingente MSU, il più grave fu nel novembre 2003 l'attentato alla base di Nāṣiriya.
Nel 2009 è stata costituita la missione addestrativa dell'Alleanza Atlantica "NATO Training Mission".
Il compito di MSU, successivamente al ritiro delle truppe italiane avvenuto con l'operazione Itaca, è stato sostanzialmente ripreso dalla missione denominata Police Task Force-Iraq, con compiti principalmente addestrativi nei confronti delle forze di sicurezza irachene.

### Kosovo

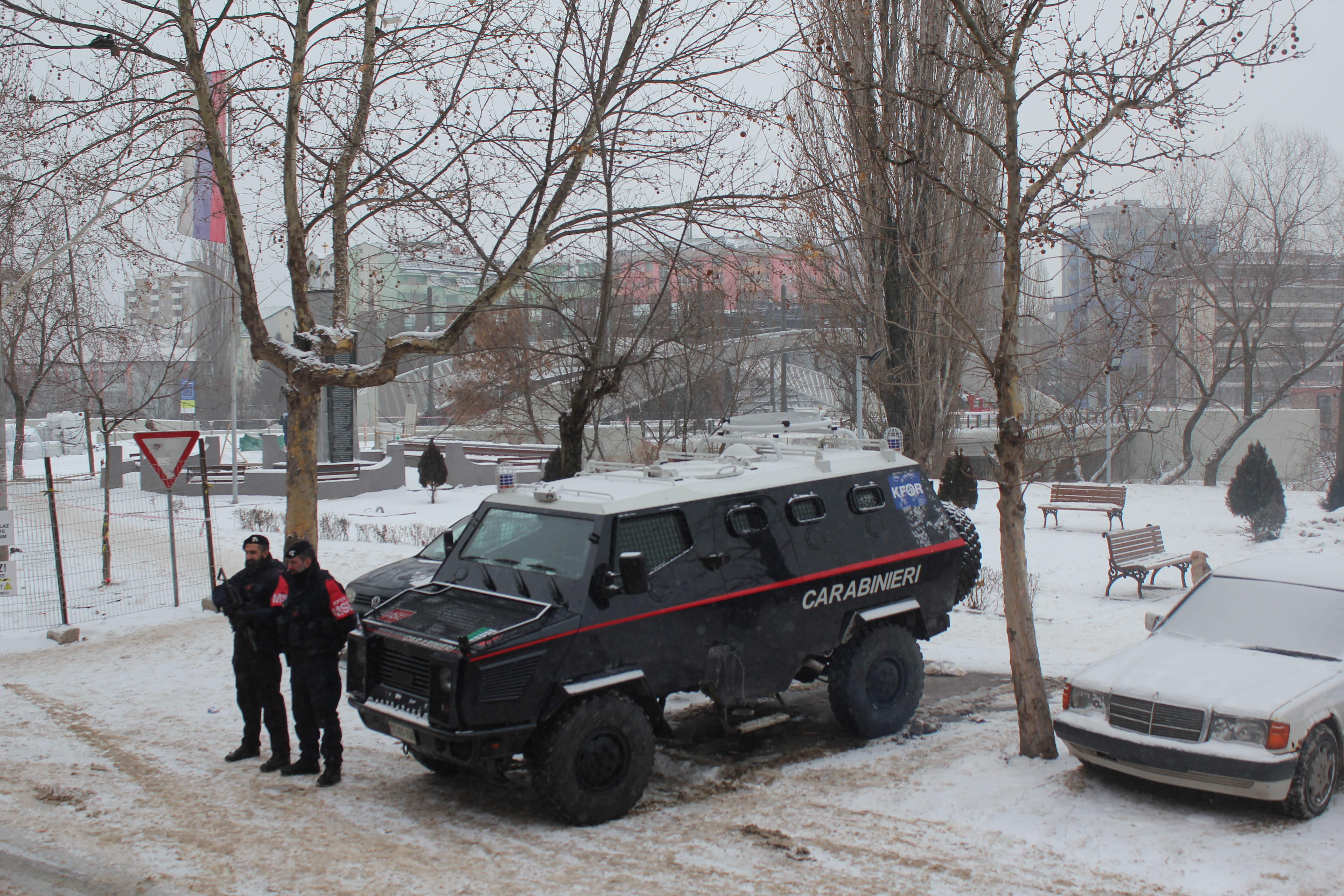
Pattuglia di MSU in inverno, con un VM90P, vicino al ponte sul fiume Ibar, a Mitrovica (Kosovo - 2018)

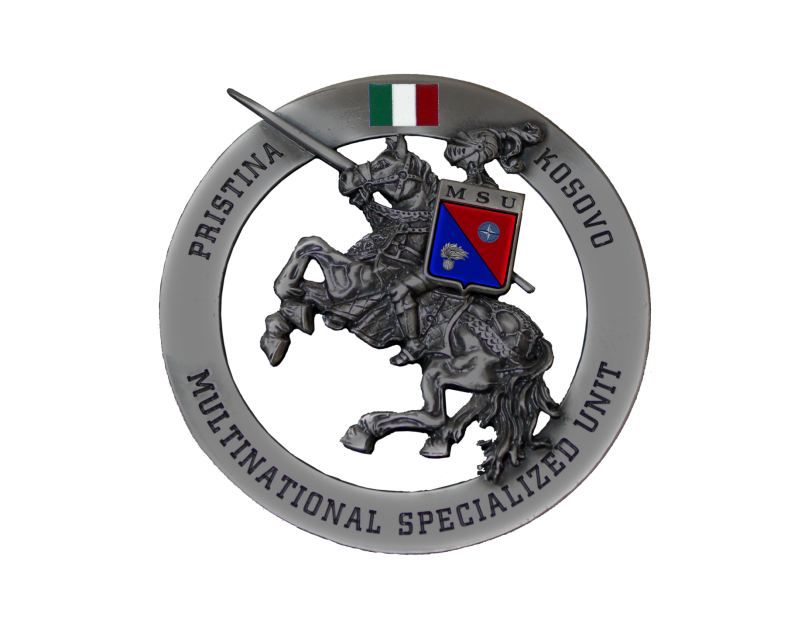
Logo della KFOR-MSU, a partire dall'anno 2013.

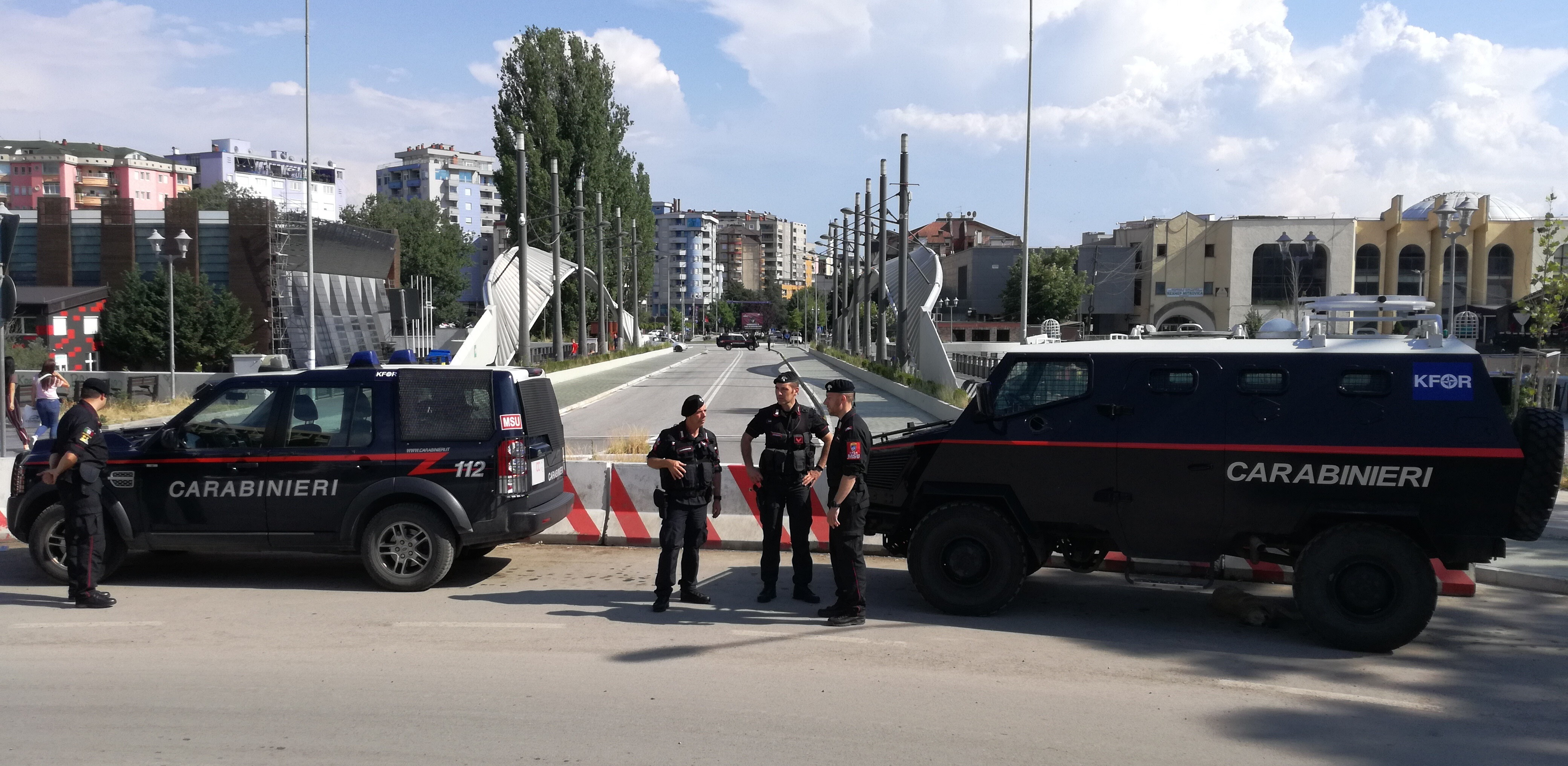
Dispositivo di MSU, di fronte al ponte sul fiume Ibar, in Mitrovica (Kosovo, 2019).

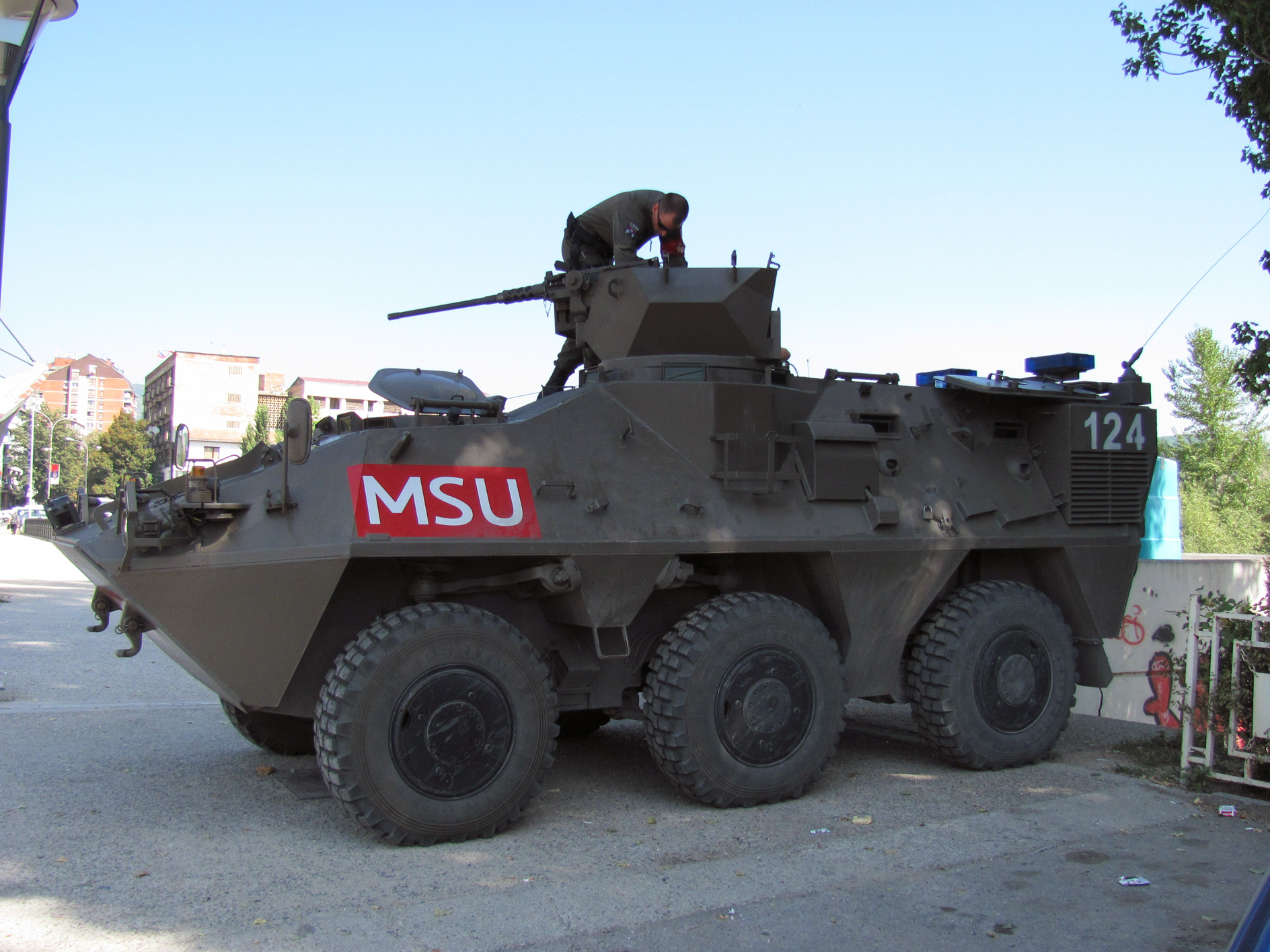
Un APC Pandur I austriaco di MSU, sul ponte sul fiume Ibar, a Mitrovica (Kosovo - 2011)

Nel 1999, sulla base della Risoluzione ONU 1244, inizia la missione NATO-KFOR in Kosovo. Un reggimento MSU viene costituito quale parte del contingente italiano, quest'ultimo denominato ITALFOR. Inizialmente il contingente MSU aveva compiti di polizia civile e militare e mantenimento dell’ordine pubblico, ricerca e cattura di criminali di guerra. Il contingente era dislocato su una base nei sobborghi della capitale del Kosovo, Pristina (denominata MSU Base) ed in alcune stazioni carabinieri in tutte le altre province del paese. Con l’addestramento effettuato alla Kosovo Police gradualmente i compiti di polizia civile di MSU sono stati assunti dalla polizia kosovara, sono state chiuse le stazioni e il reggimento MSU si è attestato solamente sulla base vicino Pristina.

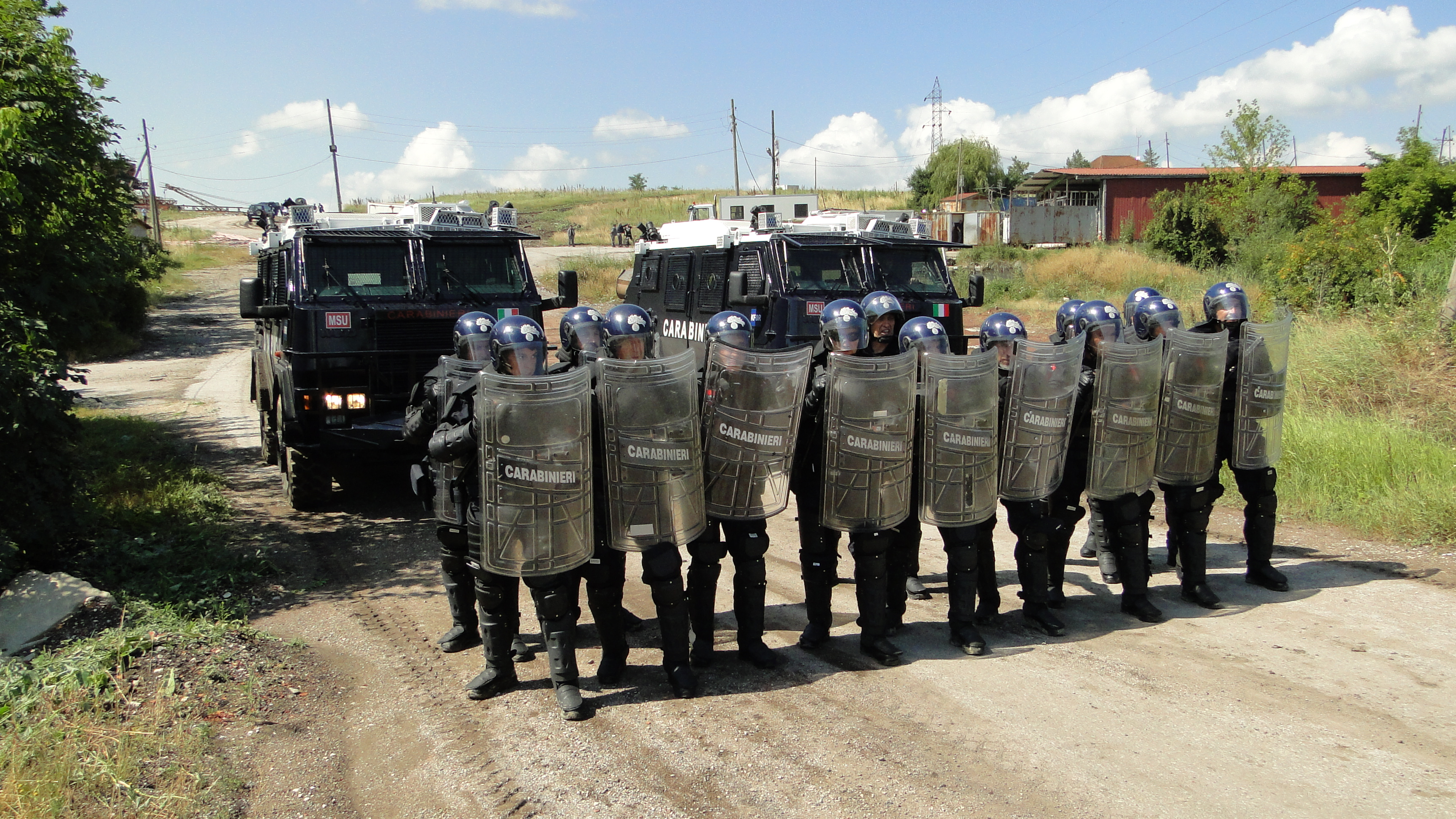
Un plotone di Carabinieri di MSU con due RG-12 in addestramento da Ordine Pubblico in Kosovo (2019).

Tutt’oggi continua la missione, con compiti di mantenimento dell’ordine pubblico, acquisizione di informazioni e peacekeeping. MSU dipende direttamente da KFOR e svolge i suoi compiti in stretta collaborazione con le altre forze militari internazionali presenti nel Paese.

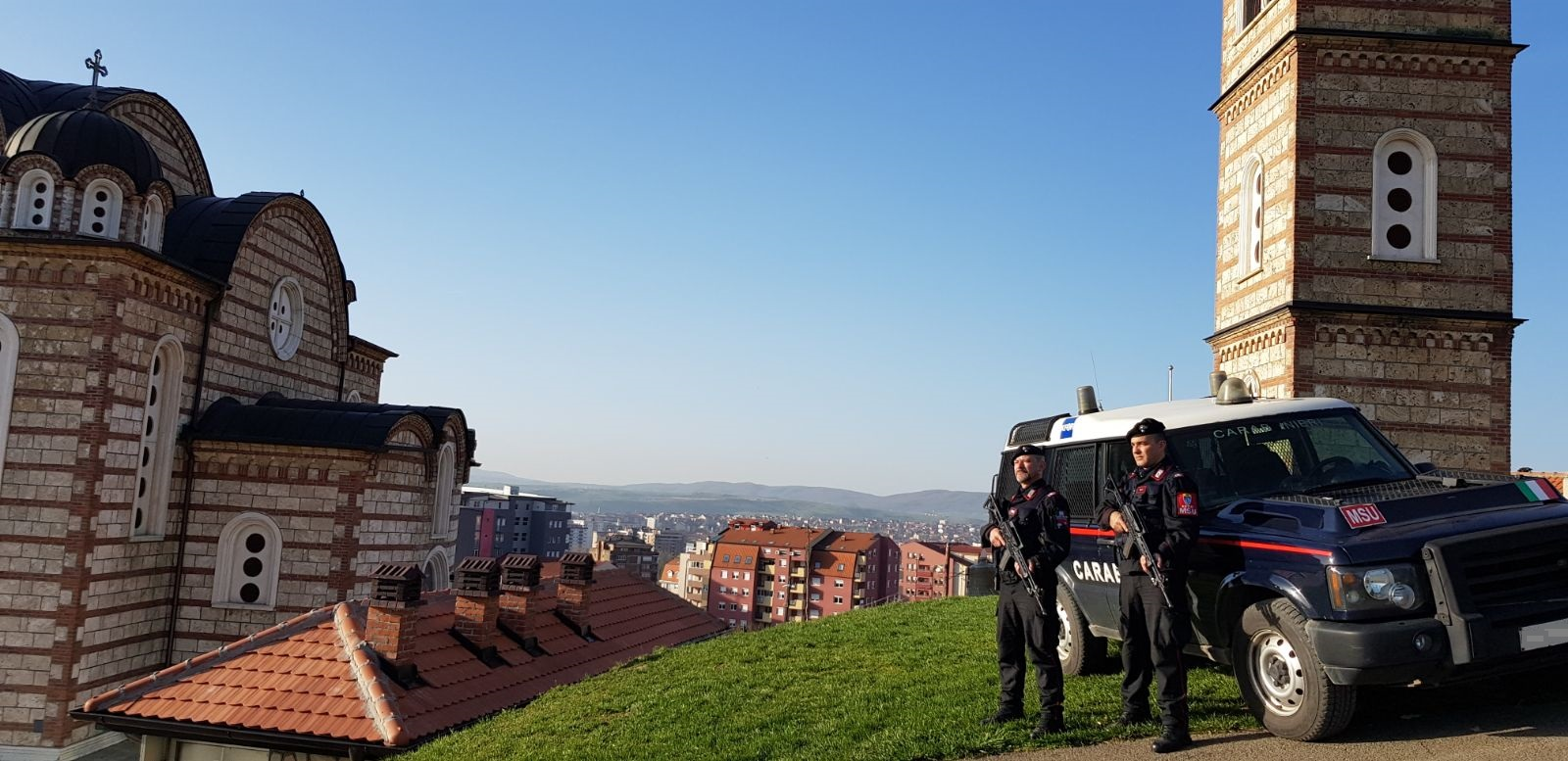
Una pattuglia di Carabinieri di MSU con Land Rover Discovery 2 a Mitrovica (Kosovo - 2017).

Seppur attualmente sia composta solamente da Carabinieri italiani, fino al 2013 facevano parte di MSU reparti della gendarmeria nazionale francese, della polizia militare estone e della polizia militare austriaca.
Il compito principale dei militari di MSU è pattugliare la "manoeuvre box" di Mitrovica, sia nella municipalità del nord che in quella del Sud con pattuglie H24, sette giorni su sette.
In particolare il dispositivo di MSU controlla il ponte sul fiume Ibar, aperto solamente al traffico pedonale, punto centrale della città divisa.
Dal 2022, fa parte del reggimento una unità del reggimento di Polizia Militare della Repubblica Ceca. 
Il reggimento MSU è attualmente comandato dal generale di brigata Ruggiero Capodivento.

#### Veicoli in dotazione a KFOR-MSU
- Land Rover Defender 90
- Land Rover Defender 110
- Land Rover Defender Ambulanza
- Fiat Ducato Ambulanza
- Land Rover Discovery II e IV
- Mitsubishi Pajero
- Iveco ACM 80/90
- Iveco Daily
- Iveco C-17
- VM90 Protetto
- Iveco RG-12
- Iveco LMV

## Comandanti
Il comando operativo delle MSU è affidato al capo di stato maggiore della difesa, che lo esercita tramite il comando del Comando operativo di vertice interforze (COVI).
Le unità MSU, quando hanno la struttura di reggimento, sono comandate da un colonnello dell’Arma dei Carabinieri.

### MSU Iraq
- Col. Georg Di Pauli (giugno-novembre 2003)
- Col. Carmelo Burgio (nov. 2003-marzo 2004)
- Col. Luciano Zubani (marzo-luglio 2004)
- Col. Claudio D'Angelo (2004)
- Col. Paolo Nardone (2004-2005)
- Col. Sebastiano Comitini (2005-2006)

### KFOR– MSU
- Col. TSG Vincenzo Coppola
- Col. Leonardo Leso
- Col. Emanuele Garelli
- Col. Georg Di Pauli
- Col. Claudio Cordella
- Col. TSfP Giuseppe Lanzillotti
- Col. Flavio Garello
- Col. Domenico Libertini
- Col. Andrea Guglielmi
- Col. Angelo De Quarto
- Col. Gianni Massimo Cuneo
- Col. Eduardo Russo
- Col. Mauro Isidori
- Col. Mario Di Iulio
- Col. Gregorio De Marco
- Col. Francesco Maria Chiaravallotti
- Col. Paolo Coletta
- Col. Fabio Cagnazzo
- Col Marco Di Stefano
- Col. t. ISSMI Ruggiero Capodivento[16]
- Col. Paolo Pelosi
- Col. Enio Simone
- Col. Stefano Fedele
- Col. Maurizio Mele
- Col. Massimo Cucchini
- Gen. B.[17] Ruggiero Capodivento[18]

## Compiti
Le unità operative della MSU, in alcuni teatri operativi in stretto coordinamento con l'IPTF (International Police Task Force), assolvono alle funzioni fissate a Petersberg nel 1992: rispondere a disordini e mantenimento dell'ordine pubblico, supportare le forze di polizia locali, monitorare la situazione sotto il profilo della pubblica sicurezza. Oltre ai compiti di soccorso, effettuano operazioni di peacekeeping e anche di missioni di combattimento, con l'obiettivo di mantenere la pace.